# 2004 par pays en Europe
Chronologie de l'Europe : Les évènements par pays de l'année 2004 en Europe. Les évènements thématiques sont traités dans 2004 en Europe
2002 par pays en Europe - 2003 par pays en Europe - 2004 - 2005 par pays en Europe - 2006 par pays en Europe

## Continent européen
- 29 mars 2004 : entrée de 7 nouveaux pays dans l’OTAN : Estonie, Lettonie, Lituanie, Bulgarie, Roumanie, Slovaquie et Slovénie), portant à 26 le nombre de ses membres;
- 1er mai : entrée de 10 nouveaux membres dans l'Union européenne : Estonie, Lettonie, Lituanie, Pologne, République tchèque, Slovaquie, Hongrie, Slovénie, Malte et Chypre, portant à 25 le nombre de ses membres.

### Allemagne
- 23 mai : Horst Köhler élu à la présidence de la République fédérale d'Allemagne. Il prend ses fonctions le 1er juillet suivant.

### Chypre
- 1er mai : le pays fait son entrée dans l'Union européenne.
- 25 avril : un référendum repousse la réunification de l'île. Le Nord turc de l'île était favorable, le Sud ne l'était pas.

### Espagne
- 11 mars : attentats meurtriers du jeudi 11 mars 2004 à Madrid, faisant près de 200 morts et plus de 1 500 blessés.
- 14 mars : Mariano Rajoy (PP) est battu par le candidat du PSOE José Luis Rodríguez Zapatero aux élections législatives.

### Estonie
- 1er mai : le pays fait son entrée dans l'Union européenne.

### Géorgie
- 4 janvier : Mikheil Saakachvili remporte l’élection présidentielle.

### Hongrie
- 1er mai : le pays fait son entrée dans l'Union européenne.

### Irlande
- 29 mars : il est désormais interdit de fumer dans les bars.

### Italie
- 1 janvier : Gênes et Lille sont des capitales européennes de la culture.

- 20 mars - : deuxième journée mondiale contre la guerre ;  des millions de personnes descendent dans la rue partout dans le monde, des centaines de milliers à Rome.

- 1 septembre : à Mazara del Vallo en Sicile, une fillette de 3 ans nommée Denise Pipitone, est déclarée disparue les enquêtes seront ouvertes pour être rouvertes en 2021.

### Lettonie
- 1er mai : le pays fait son entrée dans l'Union européenne.

### Lituanie
- 1er mai : le pays fait son entrée dans l'Union européenne.
- 13 et 27 juin : élection présidentielle.

### Malte
- 1er mai : le pays fait son entrée dans l'Union européenne.

### Pologne
- 1er mai : le pays fait son entrée dans l'Union européenne.

### Portugal
- 25 janvier : Miklos Fehér décède en plein match ,( Benfica -  Vitoria Guimarães) victime d'une crise cardiaque
- 6 juillet : le Premier ministre conservateur José Manuel Durão Barroso démissionne pour être nommé Président de la Commission européenne.
- 17 juillet : le maire de Lisbonne, Pedro Santana Lopes est nommé Premier ministre et groupe un nouveau gouvernement, toujours en coalition avec les nationalistes.
- 10 décembre : le Président Jorge Sampaio, constatant la grande instabilité gouvernementale, dissout l'Assemblée de la République et convoque des législatives anticipées pour le 20 février 2005.

### Royaume-Uni
- 5 avril : la reine part en visite officielle en France afin de célébrer le centenaire de l'Entente Cordiale.

### Slovaquie
- 1er mai : le pays fait son entrée dans l'Union européenne.

### Slovénie
- 1er mai : le pays fait son entrée dans l'Union européenne.

### Ukraine
- 21 novembre : élection présidentielle controversée.
- 26 décembre : Viktor Iouchtchenko remporte l'élection présidentielle.